# Barcelona Ladies Open 1989
Il Barcelona Ladies Open 1989 è stato un torneo di tennis giocato sulla terra rossa. 
È stata l'8ª edizione del torneo, che fa parte della categoria Tier V nell'ambito del WTA Tour 1989. 
Si è giocato al Real Club de Tenis Barcelona di Barcellona in Spagna, dal 25 al 30 aprile 1989.

## Campioni

### Singolare
Arantxa Sánchez ha battuto in finale  Helen Kelesi con il punteggio di 6–2, 5–7, 6–1

### Doppio
Jana Novotná /  Tine Scheuer-Larsen hanno battuto in finale  Arantxa Sánchez /  Judith Wiesner con il punteggio di 6–2, 2–6, 7–6